# Broadchurch
Broadchurch è una serie televisiva poliziesca britannica trasmessa su ITV tra il 2013 e il 2017. È stata creata da Chris Chibnall (produttore esecutivo) e prodotta dalla Kudos Film and Television e Imaginary Friends. La serie è ambientata a Broadchurch, una città inglese immaginaria nel Dorset, e si concentra sui detective della polizia Alec Hardy (David Tennant) e Ellie Miller (Olivia Colman). La serie presenta un cast che oltre a Tennant e Colman include Jodie Whittaker, Andrew Buchan, Carolyn Pickles, Arthur Darvill, Charlotte Beaumont, Vicky McClure, Adam Wilson e Matthew Gravelle.
Come è stato rilevato da alcuni critici, Broadchurch presenta alcuni stilemi tipici del noir scandinavo che la rendono simili a serie rappresentative del sottogenere come per esempio The Killing, The Bridge e Real Humans. Infatti, Broadchurch presenta un andamento narrativo lento e riflessivo e personaggi con problemi personali che riflettono anche questioni e problemi a livello sociale. Come il noir nordico Broadchurch impiega la sua complessa struttura narrativa per portare alla luce connessioni sociali nascoste, suggerendo come esse possano funzionare talvolta a un livello al di là di ogni razionalità umana. Inoltre, la serie è simile ai noir televisivi scandinavi anche per quanto riguarda lo stile visivo, giocando sul contrasto tra l'aria marittima limpida e ventilata della location a ridosso della Manica e la cupezza delle circostanze.
Ne è stato realizzato un remake statunitense intitolato Gracepoint, scritto dagli stessi autori e sempre con Tennant protagonista.
In Italia, è andata in onda in prima visione sul canale Giallo.

## Trama
A Broadchurch, piccolo centro marittimo inglese, Alec Hardy è appena stato promosso al grado di ispettore della polizia locale quando la comunità è scossa dal ritrovamento sulla spiaggia del cadavere del piccolo Danny Latimer. Nel corso delle indagini, in cui sarà affiancato da Ellie Miller, si scoprirà che Broadchurch non è il luogo idilliaco che tutti immaginavano. La storia segue in particolare le vicende della famiglia Latimer e di tutti quelli ad essa vicini, senza risparmiare nessuno.

## Episodi
| Stagione         | Episodi | Prima TV UK | Prima TV Italia |
| ---------------- | ------- | ----------- | --------------- |
| Prima stagione   | 8       | 2013        | 2014            |
| Seconda stagione | 8       | 2015        | 2015            |
| Terza stagione   | 8       | 2017        | 2017            |

La prima stagione, che ha debuttato in Italia il 28 aprile 2014, si concentra sulla morte dell'undicenne Danny Latimer e sull'impatto del dolore del lutto, del sospetto reciproco e dell'attenzione dei media sulla città. La famiglia di Danny (sua madre, Beth, padre, Mark e sorella, Chloe) sono al centro dell'attenzione della prima serie.
La seconda stagione, che ha debuttato in Italia il 6 aprile 2015, segue la doppia trama di portare l'assassino di Danny alla giustizia e un caso del passato che torna a perseguitare Hardy.
La terza e ultima stagione, che ha debuttato in Italia il 29 maggio 2017, si concentra sullo stupro di una donna locale a una festa di compleanno, mentre la famiglia Latimer fa di tutto per andare avanti dalla morte di Danny.
Tutte e tre le stagioni hanno ricevuto recensioni positive ed elogi per la sceneggiatura, la cinematografia e lo sviluppo dei personaggi.

## Personaggi e interpreti
- Detective Ispettore Alec Hardy, interpretato da David Tennant, doppiato da Massimiliano Manfredi.
È appena stato trasferito a Broadchurch grazie alla promozione a Detective Ispettore ai danni di Ellie Miller. È schivo e molto puntiglioso sul lavoro. Nel suo recente passato c'è stato uno scandalo legato alla sua professione. A Broadchurch deve subito indagare sulla morte dell'undicenne Danny Latimer. È divorziato e ha una figlia adolescente, Daisy, che nella terza stagione si trasferisce da lui a Broadchurch.
- Detective Sergente Ellie Miller, interpretata da Olivia Colman, doppiata da Francesca Fiorentini. 
È la partner lavorativa di Alec Hardy con il quale porta avanti le indagini sulla morte di Danny, il migliore amico del suo primogenito Tom. La sua familiarità con la comunità locale e l'inesperienza nei casi di cronaca nera la portano a fidarsi troppo delle persone.
- Mark Latimer, interpretato da Andrew Buchan, doppiato da Massimo Bitossi. 
È il padre di Danny Latimer, di professione idraulico. È determinato a scoprire chi ha ucciso suo figlio ma non è chiaro dove fosse Mark la notte in cui è stato ucciso Danny.
- Beth Latimer, interpretata da Jodie Whittaker, doppiata da Ilaria Stagni. 
È la madre di Danny e Chloe Latimer. Sconvolta dal dolore per la perdita del figlio più piccolo, si sforza di fidarsi di suo marito nonostante non sappia cosa stesse facendo la notte dell'omicidio. Poco prima della tragedia, è rimasta di nuovo incinta e nella seconda stagione dà alla luce una bambina, Elizabeth, detta Lizzy.
- Karen White, interpretata da Vicky McClure, doppiata da Daniela Calò. 
È l'inviata del Daily Herald che si occupa del caso del piccolo Danny, indagando con qualsiasi mezzo.
- Reverendo Paul Coates, interpretato da Arthur Darvill, doppiato da Gianfranco Miranda. 
È il vicario di Broadchurch.
- Susan Wright, interpretata da Pauline Quirke.
Abita poco distante da dove è stato ritrovato il corpo di Danny. Non socializza con gli altri abitanti di Broadchurch ma segue da lontano le indagini sull'omicidio.
- Oliver Stevens, interpretato da Jonathan Bailey, doppiato da Stefano Crescentini. 
È un giovane reporter del giornale locale, il Broadchurch Echo, nonché il nipote di Ellie Miller. Un suo messaggio su Twitter ha rivelato per primo l'identità del corpo trovato sulla spiaggia, guadagnandosi così l'astio di Hardy.
- Steve Connolly, interpretato da Will Mellor.
È un ingegnere delle telecomunicazioni che conosce Mark Latimer.
- Maggie Radcliffe, interpretata da Carolyn Pickles, doppiata da Cristiana Lionello. 
È il direttore del Broadchurch Echo. Si infuria con Oliver quando scopre il suo tweet. Crede nella collaborazione tra stampa e forze dell'ordine.
- Joe Miller, interpretato da Matthew Gravelle, doppiato da Edoardo Stoppacciaro. 
È il marito di Ellie Miller. Si occupa dei figli Tom e Fred mentre la moglie indaga sulla morte di Danny. Si scopre essere lui l'assassino del bambino, con cui aveva un rapporto ambiguo segreto.
- Chloe Latimer, interpretata da Charlotte Beaumont, doppiata da Emanuela Ionica. 
È la sorella maggiore di Danny e Lizzy. Sebbene ancora minorenne, ha una relazione con un ragazzo molto più grande di lei.
- Elizabeth "Liz" Roper, interpretato da Susan Brown, doppiata da Melina Martello. 
È la nonna materna di Danny. Muore dal dolore tre mesi prima degli eventi della seconda stagione. In sua memoria, Beth chiama la sua seconda figlia come lei.
- Sovrintendente Jenkinson, interpretato da Tracey Childs.
È il capo di Alec e Ellie e fautrice della promozione di Alec.
- Jack Marshall, interpretato da David Bradley, doppiato da Luciano De Ambrosis. 
È il giornalaio di Broadchurch ed ex-insegnante. Dava un piccolo stipendio a Danny per fargli consegnare i giornali ogni mattina. È divorziato da una sua giovanissima ex-alunna e ha perso il loro figlio. Viene accusato ingiustamente di pedofilia nei confronti di Danny dalla comunità e, non riuscendo a gestire la pressione, si suicida.
- Nigel Carter, interpretato da Joe Sims.
È dipendente nella ditta idraulica di Mark Latimer.
- Tom Miller, interpretato da Adam Wilson, doppiato da Riccardo Suarez.
È il primogenito di Ellie Miller e suo marito e fratello maggiore del piccolo Fred. Era il migliore amico di Danny.

## Produzione

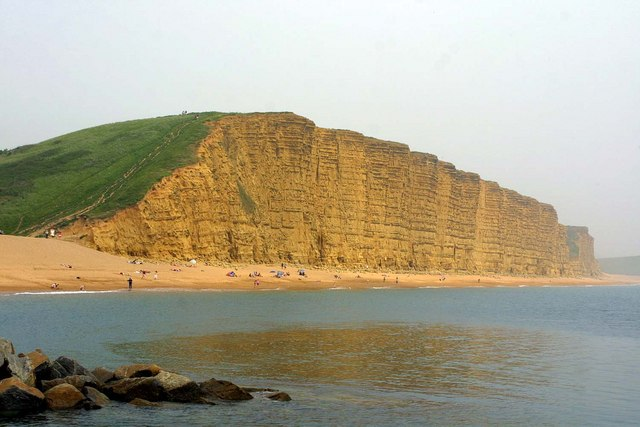
L'East Cliff a West Bay fa da sfondo naturale alla serie

Le riprese sono iniziate nell'agosto 2012 e terminate nel novembre 2012; tra le cittadine quali scena delle riprese figurano Bristol, Portishead, Clevedon e Bridport. Nel corso di un'intervista radiofonica rilasciata a Graham Norton, Olivia Colman ha dichiarato che durante la lavorazione l'identità dell'omicida era nota solamente a quattro attori, escluso l'interprete al quale fu rivelata a sorpresa poco prima di girare le scene finali.
Una seconda stagione, le cui registrazioni si sono svolte nel 2014, è stata confermata sia al termine dell'ultimo episodio («Broadchurch Will Return») sia dalla ITV stessa in un secondo momento. Questa, composta da otto episodi, ha debuttato il 5 gennaio 2015. Nel febbraio seguente è stata rinnovata per una terza e ultima stagione.

## Colonna sonora
Le musiche della serie sono state composte dal musicista islandese Ólafur Arnalds.